# Протекторат Аден

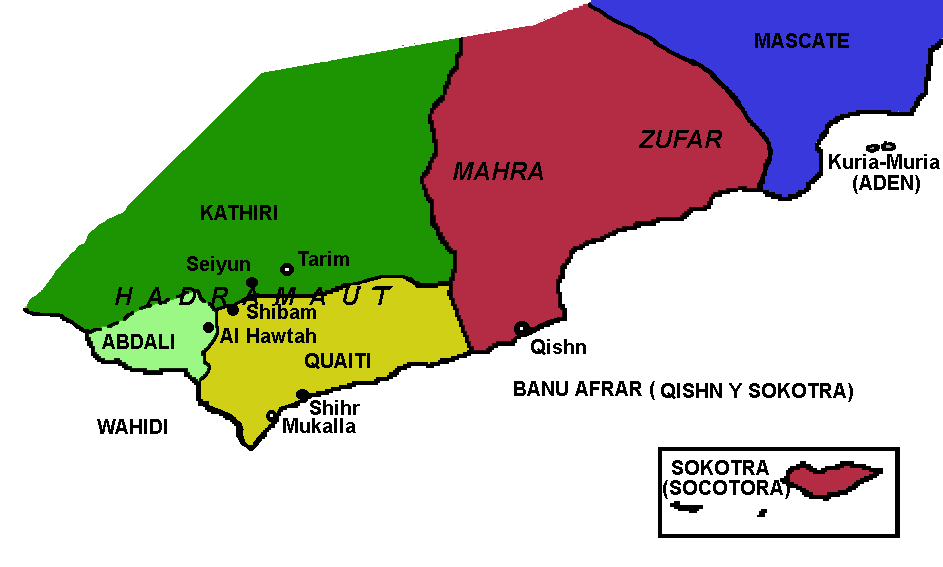
Султанаты Западного Аденского протектората

Аденский протекторат (англ. Aden Protectorate, араб. محمية عدن‎) — бывший британский протекторат в Южной Аравии, существовавший в 1872—1937 годах.

## История
Великобритания захватила город-порт Аден в 1839 году, так как он являлся важным стратегическим пунктом.
В 1937 году был поделён на две части: Западный Аденский протекторат с резиденцией британского политического представителя в городе Лахдж и Восточный Аденский протекторат с резиденцией британского политического представителя в городе Эль-Мукалла.
С ростом кризиса британского империализма и его колониальной системы и повышением значения Адена в обеспечении стратегических интересов Великобритании хозяйство колонии в начале 1950-х годов стало развиваться. Это увеличило и без того немалую разницу в экономическом уровне между Аденом и протекторатами.
Обилие дешевых импортных товаров препятствовало развитию местной промышленности, которая была представлена в основном ремесленно-кустарными предприятиями, большинство которых находилось в Адене.
Объём продукции предприятий Аденской колонии был невелик. Так, в 1962 г. было произведено 120,8 тыс. т соли, 279 т алюминиевой посуды, 34 т сигарет и табака, более 40 млн бутылок прохладительных напитков, около 2 млн цементных блоков, более 3,8 млн кирпичей, переработано 6119 тыс. т нефти. За пределами Адена из промышленных предприятий заслуживали внимания лишь небольшая рыбоконсервная фабрика в Мукалле и два хлопкоочистительных завода — в Абьяне и Лахдже.
В 1963 году в Адена началось антибританское восстание, получившее название Аденского Кризиса.
Официально протекторат прекратил своё существование 18 января 1963 года. На территории бывшего протектората существовала Народная Демократическая Республика Йемен. На сегодняшний день территория является частью республики Йемен.